# Гирн, Густав Адольф
Густав Адольф Гирн (1815—1890) — французский физик и инженер.

## Биография
С 1834 года служил на фабрике в Логельбахе химиком-колористом; в 1842 году, когда эта фабрика обратилась в бумагопрядильную и ткацкую, остался в ней инженером.
Технические занятия не мешали ему обогащать науку работами, касавшимися, большей частью, механической теории тепла. Гирн был сначала в числе противников этой теории; он предпринял свои, сделавшиеся знаменитыми, опыты над определением механического эквивалента тепла, думая опровергнуть Майера. Но все искусно поставленные и тщательно выполненные опыты установили неопровержимо первый закон термодинамики, закон сохранения энергии, и показали, что всегда механическая работа, переходящая в теплоту, и обратно, теплота, переходящая в работу, находятся в постоянном между собою отношении. Гирн-экспериментатор победил Гирна-мыслителя и, со времени выполнения этих опытов, он сделался одним из наиболее ярых поклонников нового учения, которое он и развивал в следующих сочинениях: «Recherches sur l'équivalent mécanique de la chaleur» (1858); «Théorie mécanique de la chaleur» (1876); «Mémoire sur la thermodynamique» (1867); «Recherches expérimentales sur la relation qui existe entre la résistance de l’air et sa température» (1882); «Recherches expérimentales et analytiques sur les lois de l'écoulement et du choc des gaz en fonction de la température» (1886).

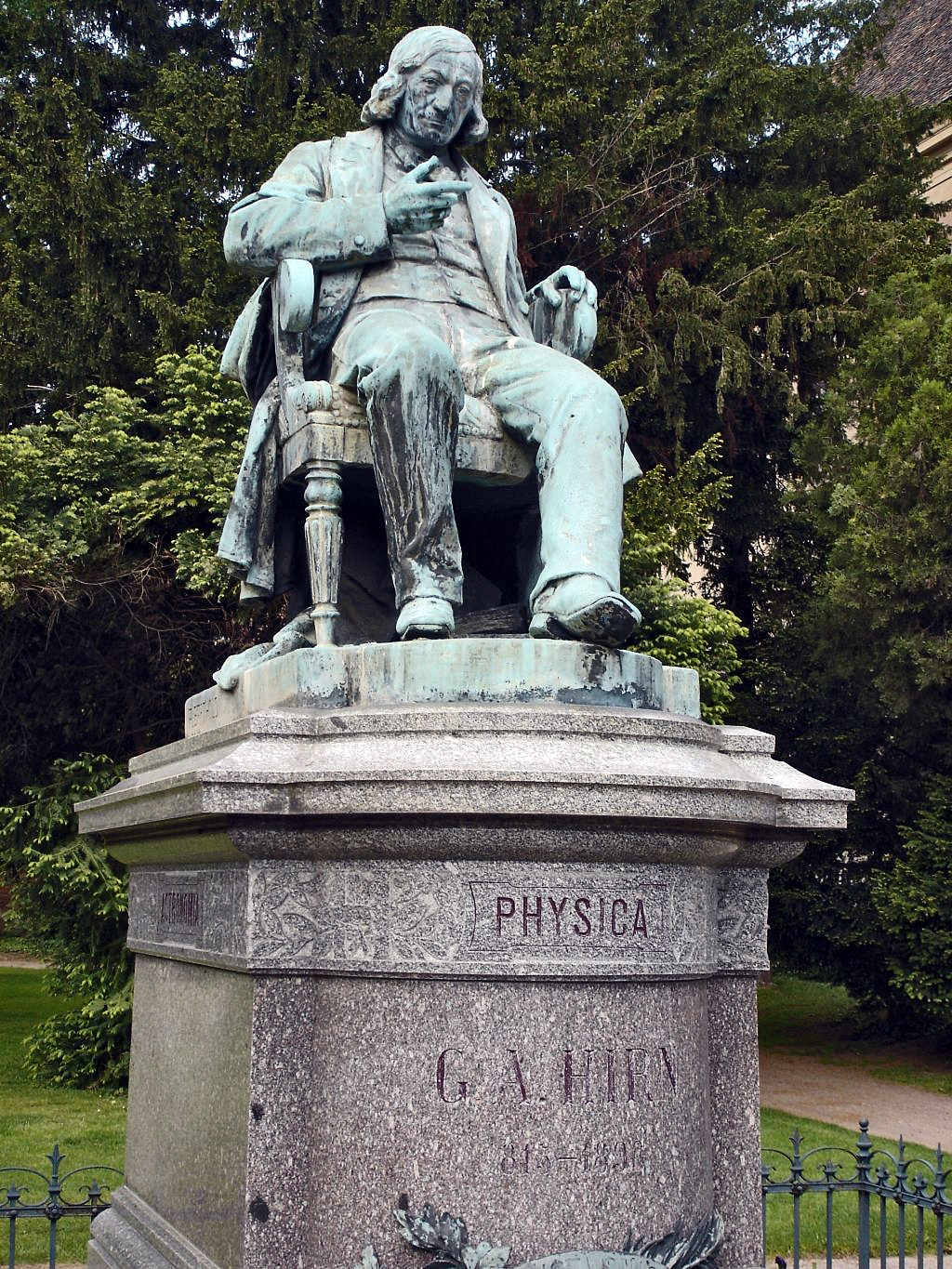
Статуя Гирна работы Бартольди в Кольмаре

Механика обязана Гирну канатной передачей, пандинамометром, могущим заменить зажим Прони; вместе с братом Фердинандом Гирн изобрел телединамический кабель. Он устроил в Логельбахе метеорологическую обсерваторию, где и производил много лет наблюдения, имевшие следствием его «Etude sur une classe particulière de tourbillons» (1878). Когда Гирн начал испытывать денежные затруднения, вследствие расстроившегося состояния, потраченного на его многочисленные научные опыты, ученые разных стран обратились с адресом к французскому правительству, которое вследствие того и гарантировало Гирну ежегодный доход.
Всю свою жизнь Гирн был глубоко верующим христианином, многие сочинения были продиктованы ему его спиритуалистическими воззрениями, таковы: «Consequences philosophiques et métaphysiques de la thermodynamique»; «Analyse élémentaire de l’univers» (1869); «Nouvelle réfutation générale des théories appelées cinétiques» (1886); «L’avenir du dynamisme dans les sciences physiques» (1886); «La cinétique moderne et le dynamisme de l’avenir» (1887).
Отыскивая всеобщие законы, управляющие вселенной, Гирн не мог остаться чуждым астрономии, и плодом работы его мысли в этом направлении явилось изыскание о строении небесного пространства и мемуар о кольцах Сатурна (1872).